# Huciańska Przełęcz
Huciańska Przełęcz, Niżnia Huciańska Przełęcz (słow. Hutianské sedlo, także: Beskyd, Češlovka, Tešľovka) – położona na wysokości 905 m n.p.m. szeroka (ok. 1 km) przełęcz, stanowiąca zachodnią granicę Tatr. Oddziela Tatry Zachodnie od Skoruszyńskich Wierchów. Znajduje się pomiędzy wzniesieniem Prípor (1003 m) w masywie Kopca, a wzgórzem Huciańska Grapa (ok. 946 m) należącym do Tatr. Huciańska Grapa stanowi zakończenie niewybitnego i zalesionego grzbietu odbiegającego od Jaworzyńskiej Kopy.
Huciańska Przełęcz stanowi przejście z Doliny Huciańskiej do jednego z odgałęzień Doliny Borowej Wody, a tym samym z liptowskiej wsi Huty (od której pochodzi nazwa przełęczy) do orawskiego Zuberca. Przez przełęcz przechodzi stara droga, będąca jedną z trzech łączących te dwie wsie. Obok drogi znajduje się na przełęczy krzyż z kamienia z inskrypcją: „In Honorem Dei et B.V.M. Erexit Comunitas HVTTENSIS” oraz datą 1819. Nowa szosa łącząca wsie przekracza grzbiet w Wyżniej Huciańskiej Przełęczy, położonej o ok. 20 min drogi z (Niżniej) Huciańskiej Przełęczy w kierunku południowo-wschodnim.
Pomiędzy Wyżnią i Niżnią Huciańską Przełęczą znajduje się jeszcze Pośrednia Huciańska Przełęcz. Tak więc są trzy Huciańskie Przełęcze. Nazwy te nadane zostały przez autorów przewodników turystycznych. Miejscowa ludność dla określenia całego grzbietu z tymi przełęczami oraz wzniesień między nimi używa nazwy Beskyd.
Na niektórych mapach słowackich nazwą Hutianské sedlo jest błędnie oznaczana pobliska Jaworzyńska Przełęcz.